# Tour de Corse 1986
Il Tour de Corse 1986 valevole come Rally di Francia 1986, è stata la 5ª tappa del mondiale rally 1986. Il rally è stato disputato dal 1º al 3 maggio in Corsica.
Il francese Bruno Saby si aggiudica la manifestazione distaccando sul podio finale François Chatriot e Yves Loubet.

## Storia
Il Tour de Corse del 1986 valevole per il campionato del mondo rally 1986 verrà ricordato per il tragico incidente che coinvolse il finlandese Henri Toivonen e lo statunitense Sergio Cresto su Lancia Delta S4. Toivonen si trovava in testa alla classifica con già 2'45 sec di vantaggio su Bruno Saby, a bordo della Peugeot 205 Turbo 16 che aveva ormai tirato i remi in barca. Ma alla 18ª prova speciale, in una veloce curva a sinistra, la Delta S4 del finlandese finì in un burrone semi rovesciata contro un albero. A quel punto, il serbatoio collassò facendo fuoriuscire la benzina che andò a contatto con il turbocompressore e altre parti incandescenti del motore. Inevitabile l'incendio. Nel rogo, Henri e il co-pilota Sergio Cresto morirono carbonizzati. Inutile l'intervento dei soccorritori (che tra l'altro arrivarono solo dopo 30 minuti) per salvare i due giovani. I primi ad arrivare sul rogo furono Bruno Saby e Miki Biasion, quest'ultimo dovette tenere con la forza il povero francese che voleva gettarsi tra le fiamme per salvare i colleghi. Il rally si riprese dopo 3 speciali (che furono annullate). Alla premiazione, Bruno Saby non volle festeggiare sul cofano della sua Peugeot in segno di rispetto nei confronti dei due colleghi morti in quel maledetto incidente.
Per la Lancia fu uno shock vedere nello stesso giorno in cui un anno prima perse la vita (nello stesso posto e lo stesso giorno) Attilio Bettega sempre su una Lancia.

## Dati della prova
| Rally di Francia 1986               | Rally di Francia 1986                          |
| ----------------------------------- | ---------------------------------------------- |
| Denominazione ufficiale             | Tour de Corse                                  |
| Tappa N°                            | 5 di 13                                        |
| Edizione N°                         | 30                                             |
| Data manifestazione                 | da giovedì 01/05/1986 a sabato 03/05/1986      |
| Paese ospitante                     | Corsica                                        |
| Superficie                          | Asfalto                                        |
| Piloti iscritti                     | 128                                            |
| Partiti                             | 123                                            |
| Arrivati                            | 31 (25,2 % )                                   |
| Prove                               | 30                                             |
| La più breve                        | 18,49 km (PS15 Folelli - Ste Lucie de Moriani) |
| La più lunga                        | 83,16 km (PS30 Liamone - Suaricchio)           |
| Velocità media minore               | 74,12 km/h (PS30 Liamone - Suaricchio)         |
| Velocità media maggiore             | 117,66 km/h (PS3 Petreto - Aullene 1)          |
| Lunghezza complessiva tappe         | 1,022.80 km (67,1% della distanza totale)      |
| Lunghezza complessiva trasferimento | 528,20 km                                      |
| Distanza totale                     | 1,551.00 km                                    |

## Risultati

### Classifica
| 30º Tour de Corse - Rallye de France 1986 | 30º Tour de Corse - Rallye de France 1986 | 30º Tour de Corse - Rallye de France 1986 | 30º Tour de Corse - Rallye de France 1986 | 30º Tour de Corse - Rallye de France 1986 | 30º Tour de Corse - Rallye de France 1986 | 30º Tour de Corse - Rallye de France 1986 | 30º Tour de Corse - Rallye de France 1986 |
| Classifica generale                       | Classifica generale                       | Classifica generale                       | Classifica generale                       | Classifica generale                       | Classifica generale                       | Classifica generale                       | Classifica generale                       |
| Pos                                       | Pilota                                    | Co-pilota                                 | Auto                                      | Tempo                                     | Distacco                                  | Punti                                     |                                           |
| ----------------------------------------- | ----------------------------------------- | ----------------------------------------- | ----------------------------------------- | ----------------------------------------- | ----------------------------------------- | ----------------------------------------- | ----------------------------------------- |
| 1°                                        | Bruno Saby                                | Jean-François Fauchille                   | Peugeot 205 Turbo 16 E2                   | 11: 52: 44.0                              | 0.0                                       | 20                                        |                                           |
| 2°                                        | François Chatriot                         | Michel Périn                              | Renault 5 Maxi Turbo                      | 12: 06: 32.0                              | + 13: 48.0                                | 15                                        |                                           |
| 3°                                        | Yves Loubet                               | Jean-Marc Andrié                          | Alfa Romeo GTV 6                          | 12: 45: 59.0                              | + 53: 15.0                                | 12                                        |                                           |
| 4°                                        | Jean Ragnotti                             | Pierre Thimonier                          | Renault 11 Turbo                          | 12: 56: 12.0                              | + 1: 03: 28.0                             | 10                                        |                                           |
| 5°                                        | Jean-Claude Torre                         | Patrick De La Foata                       | Renault 5 Turbo                           | 12: 56: 12.0                              | + 1: 09: 49.0                             | 8                                         |                                           |
| 6°                                        | Paul Rouby                                | Jean-Louis Martin                         | Renault 5 Turbo                           | 12: 56: 12.0                              | + 1: 11: 04.0                             | 6                                         |                                           |
| 7°                                        | Michel Neri                               | Rocky Demedardi                           | Renault 5 Turbo                           | 13: 08: 00.0                              | + 1: 15: 16.0                             | 4                                         |                                           |
| 8°                                        | Kenneth Eriksson                          | Peter Diekmann                            | Volkswagen Golf GTI 16V                   | 13: 21: 21.0                              | + 1: 28: 37.0                             | 3                                         |                                           |
| 9°                                        | Gilbert Casanova                          | Philippe Martini                          | Talbot Samba Rallye                       | 13: 21: 32.0                              | + 1: 28: 48.0                             | 2                                         |                                           |
| 10°                                       | Christian Gardavot                        | Rémy Levivier                             | Porsche 911 SC                            | 13: 27: 40.0                              | + 1: 34: 56.0                             | 1                                         |                                           |

### Prove speciali
| Giorno                 | Prova | Nome                                   | Lunghezza       | Vincitore         | Tempo           | V. media        | Leader del rally |
| ---------------------- | ----- | -------------------------------------- | --------------- | ----------------- | --------------- | --------------- | ---------------- |
| Frazione 1 (1º maggio) | PS1   | Verghia - Pont de Masina               | 38,09 km        | Bruno Saby        | 24: 48.0        | 92.15 km/h      | Bruno Saby       |
| Frazione 1 (1º maggio) | PS2   | Sainte Marie Sicche - Moca 1           | 23,96 km        | Timo Salonen      | 16: 09.0        | 89.02 km/h      | Bruno Saby       |
| Frazione 1 (1º maggio) | PS3   | Petreto - Aullene 1                    | 25,33 km        | Henri Toivonen    | 12: 55.0        | 117.66 km/h     | Timo Salonen     |
| Frazione 1 (1º maggio) | PS4   | Zerubia - Sante Giulia                 | 30,60 km        | Henri Toivonen    | 17: 53.0        | 102.67 km/h     | Henri Toivonen   |
| Frazione 1 (1º maggio) | PS5   | Sartene - Zonza                        | 44,23 km        | Henri Toivonen    | 27: 18.0        | 97.21 km/h      | Henri Toivonen   |
| Frazione 1 (1º maggio) | PS6   | Aullene - Zivaco                       | 25,23 km        | Timo Salonen      | 16: 19.0        | 93.14 km/h      | Henri Toivonen   |
| Frazione 1 (1º maggio) | PS7   | Cozzano - Col de la Serra              | 50,84 km        | Henri Toivonen    | 34: 43.0        | 87.87 km/h      | Henri Toivonen   |
| Frazione 1 (1º maggio) | PS8   | Muracciole - Abbacia                   | 50,00 km        | Henri Toivonen    | 33: 37.0        | 89.24 km/h      | Henri Toivonen   |
| Frazione 1 (1º maggio) | PS9   | Campo al Quercio - Ponte de Noceta     | 33,63 km        | Henri Toivonen    | 19: 30.0        | 103.48 km/h     | Henri Toivonen   |
| Frazione 1 (1º maggio) | PS10  | Pont d'Altiani - Ponte Sainte Laurent  | 56,01 km        | Henri Toivonen    | 37: 36.0        | 89.38 km/h      | Henri Toivonen   |
| Frazione 1 (1º maggio) | PS11  | Ponte Rosso - Borgo                    | 42,29 km        | Henri Toivonen    | 29: 47.0        | 85.20 km/h      | Henri Toivonen   |
|                        |       |                                        |                 |                   |                 |                 | Henri Toivonen   |
| Frazione 2 (2 maggio)  | PS12  | Tappa Annullata                        | Tappa Annullata | Tappa Annullata   | Tappa Annullata | Tappa Annullata | Henri Toivonen   |
| Frazione 2 (2 maggio)  | PS13  | Sainte Florent - Col de San Stefano    | 26,81 km        | Bruno Saby        | 19: 52.0        | 80.97 km/h      | Henri Toivonen   |
| Frazione 2 (2 maggio)  | PS14  | Prunelli - San Pancrazio               | 55,67 km        | Henri Toivonen    | 40: 31.0        | 82.44 km/h      | Henri Toivonen   |
| Frazione 2 (2 maggio)  | PS15  | Folelli - Ste Lucie de Moriani         | 18,49 km        | Henri Toivonen    | 14: 29.0        | 76.60 km/h      | Henri Toivonen   |
| Frazione 2 (2 maggio)  | PS16  | Moriani Plage - Orsoni                 | 20,10 km        | Henri Toivonen    | 14: 18.0        | 84.34 km/h      | Henri Toivonen   |
| Frazione 2 (2 maggio)  | PS17  | Campe Militaire Corte                  | 58,14 km        | Henri Toivonen    | 39: 29.0        | 88.35 km/h      | Henri Toivonen   |
| Frazione 2 (2 maggio)  | PS18  | Tappa Annullata                        | Tappa Annullata | Tappa Annullata   | Tappa Annullata | Tappa Annullata | Henri Toivonen   |
| Frazione 2 (2 maggio)  | PS19  | Tappa Annullata                        | Tappa Annullata | Tappa Annullata   | Tappa Annullata | Tappa Annullata | Henri Toivonen   |
| Frazione 2 (2 maggio)  | PS20  | Tappa Annullata                        | Tappa Annullata | Tappa Annullata   | Tappa Annullata | Tappa Annullata | Henri Toivonen   |
|                        |       |                                        |                 |                   |                 |                 | Henri Toivonen   |
| Frazione 3 (3 maggio)  | PS21  | Norte Dame de la Serra - Pont du Fango | 28,77 km        | Bruno Saby        | 17: 38.0        | 97.89 km/h      | Bruno Saby       |
| Frazione 3 (3 maggio)  | PS22  | Fango                                  | 48,59 km        | Bruno Saby        | 34: 23.0        | 84.79 km/h      | Bruno Saby       |
| Frazione 3 (3 maggio)  | PS23  | Sainte Roch - Suaricchio               | 78,19 km        | Bruno Saby        | 1: 00: 42.0     | 77.29 km/h      | Bruno Saby       |
| Frazione 3 (3 maggio)  | PS24  | Tavera - Pont de Mezzana               | 30,57 km        | Bruno Saby        | 22: 25.0        | 81.82 km/h      | Bruno Saby       |
| Frazione 3 (3 maggio)  | PS25  | Sainte Marie Sicche - Moca 2           | 23,96 km        | Bruno Saby        | 17: 07.0        | 83.99 km/h      | Bruno Saby       |
| Frazione 3 (3 maggio)  | PS26  | Petreto - Aullene 2                    | 20,03 km        | Bruno Saby        | 14: 05.0        | 85.33 km/h      | Bruno Saby       |
| Frazione 3 (3 maggio)  | PS27  | Sorbolano - Sante Giulia               | 35,59 km        | Bruno Saby        | 23: 47.0        | 89.79 km/h      | Bruno Saby       |
| Frazione 3 (3 maggio)  | PS28  | Calvese - Agosta Plage                 | 38,69 km        | Bruno Saby        | 25: 37.0        | 90.62 km/h      | Bruno Saby       |
| Frazione 3 (3 maggio)  | PS29  | Plaine de Peri - Capiglioli            | 35,73 km        | Bruno Saby        | 26: 16.0        | 81.62 km/h      | Bruno Saby       |
| Frazione 3 (3 maggio)  | PS30  | Liamone - Suaricchio                   | 83,16 km        | François Chatriot | 1: 07: 19.0     | 74.12 km/h      | Bruno Saby       |